# Prague Open 2023
Prague Open 2023 — тенісний турнір, що проходив на кортах з твердим покриттям у місті Прага, Чехія з 31 липня до 6 серпня. Належав до категорії WTA 250, був турніром серії WTA Prague Open 2023 року.

## Фінальна частина

### Одиночний розряд
Хібіно Нао —  Лінда Носкова 6–4, 6–1

### Парний розряд
Хібіно Нао /  Оксана Калашникова —  Квінн Глісон /  Еліксан Лекемія 6–7(7–9), 7–5, [10–3]